# Ignasi Domènech i Puigcercós
Ignasi Domènech i Puigcercós (Manresa, 8 de setembre del 1874 - Barcelona, 11 de novembre de 1956) fou un cuiner i gastrònom català, autor d'una trentena de llibres de cuina, entre els quals La Teca (1924), el clàssic i best-seller de la cuina catalana casolana que ha tingut més reedicions, malgrat la seva estructura caòtica.

## Biografia
Fill de Josep Domènech i Prunés, de Manresa i fuster de professió, i Josefina Puigcercós i Puig, de Gironella, es va iniciar en la professió en una modesta fonda de Manresa, la Fonda del Centre. Després de 3 anys d'ofici a Barcelona, va anar a formar-se com a cuiner a Madrid, Burgos, París i Londres. Va ser membre de la Societat de Cuiners de París. Va treballar a Londres a l'Hotel Savoy a les ordres del gran Auguste Escoffier. El 1899 es trasllada a Madrid. Va ser cap de cuina de l'Ambaixada Britànica a Espanya a Madrid. El 1906 va començar a publicar la prestigiosa revista gastronòmica en castellà El Gorro Blanco. Va retornar definitivament a Catalunya, a Barcelona pels voltants del 1921.
A banda de publicar llibres i de la docència, es va dedicar a negocis al voltant de la gastronomia, com l'organització de banquets, indústries de les innovacions gastronòmiques com llets tractades per a nens, pastilles de caldo concentrat, vestuari professional per a cuiners, etc.

## Llibres
Domènech va escriure una trentena de llibres i esdevé pioner en molts camps diferents: El arte del coctelero europeo (1911), La cocina vegetariana moderna (1923), Un festín en la edad media (1913), La cocina vasca (1935), La cocina de recursos. Deseo mi comida (1941), Los helados (1916), 160 platos de arroz (1930) o l'excepcional La guía del gastrónomo. Vademécum de cocina internacional (1919). Aquest darrer llibre és anterior al Ma cuisine (1934), d'Auguste Escoffier, considerat la bíblia de la cuina clàssica internacional. Precisament, a les darreries del XIX, Domènech va treballar sota les ordres del millor cuiner del començament del segle xx a l'Hotel Savoy, de Londres. La guía del gastrónomo és un llibre emparentat amb el canònic El Práctico, que Ramon Salvador Rabasó Figuerola va publicar la primera edició a Tarragona el 1920 i les posteriors a l'Argentina i que ha inspirat tants cuiners de l'estat espanyol, fins i tot Ferran Adrià, que, pel consell del llavors el seu Cap de Cuina, Miquel Moy, se'l va estudiar de dalt a baix. De La guía del gastrónomo se n'han fet diverses edicions, la darrera de les quals és del 1987.

Ha estat tanta la importància d'aquest Mestre per la cuina catalana que l'any 2000, Josep Lladonosa i Giró va escriure un tractat del gran Escoffier i de Domènech mateix. L'any 2005 el gastrònom Josep Maria Blasi va publicar La cuina d'Ignasi Domènech, un recull de 59 de les millors receptes que Domènech va recopilar, adaptades als hàbits culinaris d'avui en dia, amb un perfil bibliogràfic i un recull fotogràfic de l'autor. Més recentment, Josep Garcia i Fortuny en la seva trilogia: Cuina i Cuiners a la Corona d'Aragó i Catalunya, el volum II està dedicat a 8 grans Mestres i, entre ells, no podia faltar la figura d'en Domènech.
- La gastronomía (1899) (en castellà)
- Todos los platos del día (1912) (en castellà)
- El arte del cocktelero europeo (1912) (en castellà)
- Un Festín en la edad media (1913) (en castellà)
- Ayunos y abstinencias: La Mejor cocina de cuaresma (1914) (en castellà)
- La Nueva cocina elegante española: tratado práctico y completo de cocina, pastelería, repostería y refrescos (1915) (en castellà
- Guía práctica para la confección de toda clase de helados (1916) (en castellà)
- El Cocinero americano (1917) (en castellà)
- La guía del gastrónomo y del maître d'hote (1917) (en castellà)
- La cocina vegetariana moderna: arte de preparar excelentes comidas y elegantes postres completamente vegetarianos (1918) (en castellà)
- Marichu, la mejor cocinera española o todos los platos del día (1919) (en castellà)
- La cocina infantil: pequeños métodos prácticos para iniciar a las niñas en la ilustración y enseñanza de la cocina (1919) (en castellà)
- La pastelería mundial y los helados modernos (1922) (en castellà)
- Nuevas conservas y dulces (1923) (en castellà)
- La Teca: la veritable cuina casolana de Catalunya (1924)
- Llaminadures (1924)
- Àpats: magnífic manual de cuina pràctica catalana (1925)
- Llaminadures (1925)
- El carnet de cuina de l'excursionista (192?)
- Àpats (1930)
- Los entremeses y la hora del té (las meriendas) (1931) (en castellà)
- La cocina vasca (1935) (en castellà)
- Claudina sabe guisar: platos de cocina fáciles (1939) (en castellà)
- Cocina de recursos (deseo mi comida) (1941) (en castellà)
- Mi plato: cocina regional española (1942) (en castellà)

### Revistes
- La Cocina Elegante (revista, 1904-1905). (en castellà).
- El Gorro Blanco (revista, 1906-1921 i 1921-1945). (en castellà).